# Zero kara hajimete
„ZERO kara hajimete” (jap. ZEROからハジメテ) – cyfrowy singel japońskiej piosenkarki Mai Kuraki, wydany 6 marca 2021 roku. 2 czerwca 2021 roku piosenka została wydana jako singel DVD. Został wydany w dwóch edycjach: regularnej i limitowanej. Osiągnął 1 pozycję w rankingu Oricon DVD i pozostał na liście przez 14 tygodni.
Utwór tytułowy posłużył jako 53. opening serialu anime Detektyw Conan (odc. 1000~1020). Został napisany z okazji emisji 1000. odcinka tego serialu.

## Lista utworów

### Singel cyfrowy
| Nr | Tytuł utworu                                 | Tekst      | Kompozycja                            | Aranżacja    | Długość |
| -- | -------------------------------------------- | ---------- | ------------------------------------- | ------------ | ------- |
| 1. | „ZERO kara hajimete” (jap. ZEROからハジメテ) | Mai Kuraki | Erik Lidbom, Jon Hallgren, youth case | Jon Hallgren | 3:45    |

### Singel DVD
Edycja regularna
| DVD | DVD                                                        | DVD     |
| Nr  | Tytuł utworu                                               | Długość |
| --- | ---------------------------------------------------------- | ------- |
| 1.  | „ZERO kara hajimete” (jap. ZEROからハジメテ) (Music Video) |         |
| 2.  | „Secret of my heart” (Mai Kuraki × Piano PREMIUM LIVE)     |         |

| CD | CD                                                          | CD         | CD                                    | CD           | CD      |
| Nr | Tytuł utworu                                                | Tekst      | Kompozycja                            | Aranżacja    | Długość |
| -- | ----------------------------------------------------------- | ---------- | ------------------------------------- | ------------ | ------- |
| 1. | „ZERO kara hajimete” (jap. ZEROからハジメテ)                | Mai Kuraki | Erik Lidbom, Jon Hallgren, youth case | Jon Hallgren | 3:45    |
| 2. | „ZERO kara hajimete” (jap. ZEROからハジメテ) (Instrumental) |            | Erik Lidbom, Jon Hallgren, youth case | Jon Hallgren | 3:45    |

Edycja limitowana
| DVD | DVD                                                                                           | DVD     |
| Nr  | Tytuł utworu                                                                                  | Długość |
| --- | --------------------------------------------------------------------------------------------- | ------- |
| 1.  | „ZERO kara hajimete” (jap. ZEROからハジメテ) (Music Video)                                    |         |
| 2.  | „ZERO kara hajimete” (jap. ZEROからハジメテ) (Detective Conan Opening Video -Non-Telop ver.-) |         |

| CD | CD                                                     | CD         | CD                                    | CD           | CD      |
| Nr | Tytuł utworu                                           | Tekst      | Kompozycja                            | Aranżacja    | Długość |
| -- | ------------------------------------------------------ | ---------- | ------------------------------------- | ------------ | ------- |
| 1. | „ZERO kara hajimete” (jap. ZEROからハジメテ)           | Mai Kuraki | Erik Lidbom, Jon Hallgren, youth case | Jon Hallgren |         |
| 2. | „ZERO kara hajimete” (jap. ZEROからハジメテ) (TV ver.) | Mai Kuraki | Erik Lidbom, Jon Hallgren, youth case | Jon Hallgren |         |